# CCL5

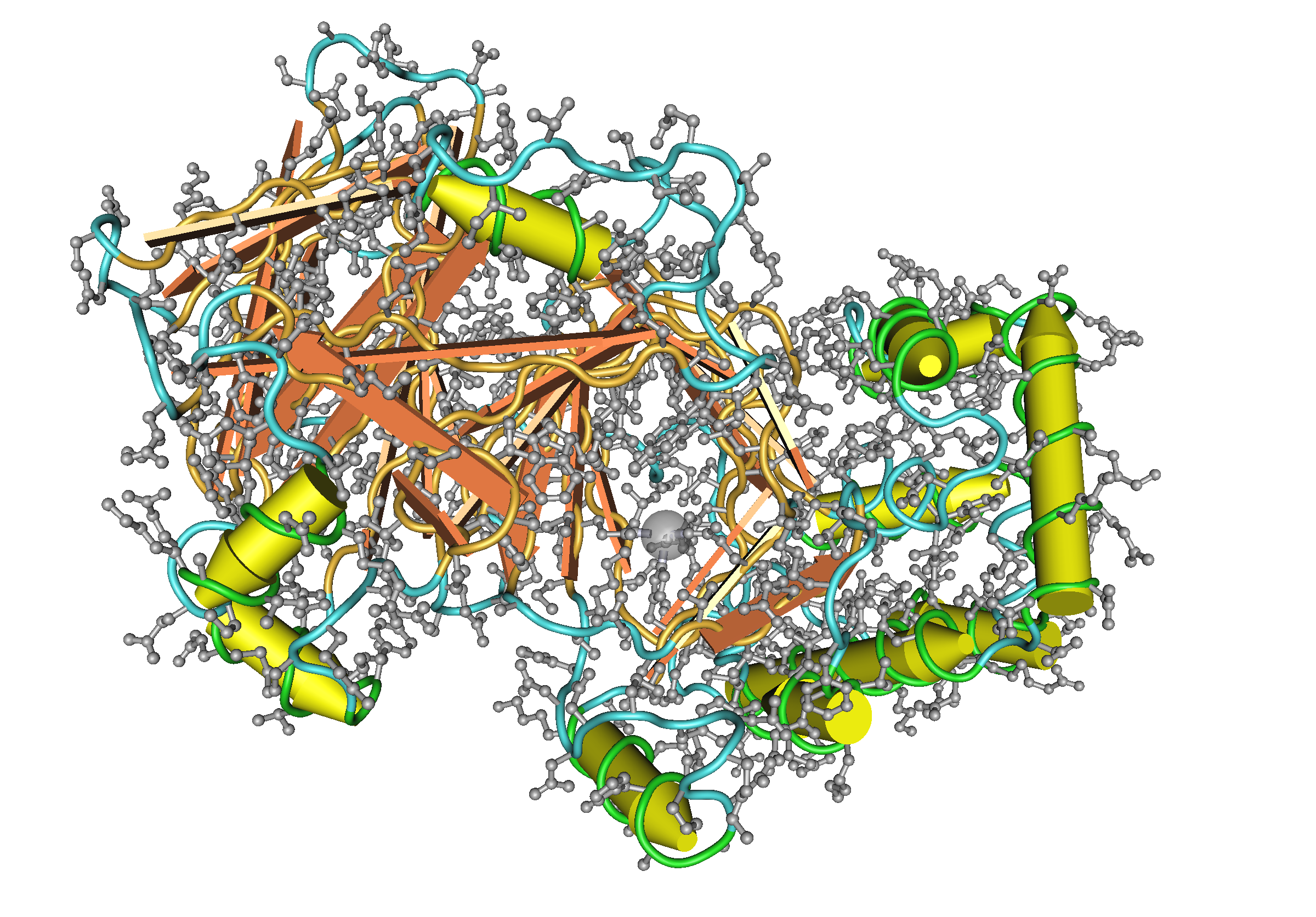
Renderização da proteína baseada em 1pmi

Ligante 5 de quimiocina CC, mais conhecida como CCL5 é uma proteína codificada nos humanos pelo gene CCL5.